# Eightman (jeu vidéo)
Pour le manga dont Eightman s'inspire, voir Eightman.
Eightman (エイトマン, en japonais) est un jeu vidéo de type beat them all s'inspirant du manga du même nom, développé par Pallas et édité par SNK en 1991 sur Neo-Geo MVS, Neo-Geo AES (NGM / NGH 025),,.